# Aminata Sall
Aminata Sall (8 de junio de 1979) es una deportista canadiense que compitió en judo. Ganó seis medallas en el Campeonato Panamericano de Judo entre los años 2001 y 2008.

## Palmarés internacional
| Campeonato Panamericano | Campeonato Panamericano         | Campeonato Panamericano | Campeonato Panamericano |
| Año                     | Lugar                           | Medalla                 | Categoría               |
| ----------------------- | ------------------------------- | ----------------------- | ----------------------- |
| 2001                    | Córdoba (Argentina)             | Medalla de oro          | –52 kg                  |
| 2002                    | Santo Domingo (Rep. Dominicana) | Medalla de bronce       | –52 kg                  |
| 2003                    | Salvador (Brasil)               | Medalla de oro          | –52 kg                  |
| 2005                    | Caguas (Puerto Rico)            | Medalla de bronce       | –52 kg                  |
| 2006                    | Buenos Aires (Argentina)        | Medalla de oro          | –52 kg                  |
| 2008                    | Miami (Estados Unidos)          | Medalla de bronce       | –52 kg                  |